# Nadia (distrikt)
Nadia (bengali: নদিয়া জেলা) är ett distrikt i delstaten Västbengalen i Indien. Det ligger vid Huglifloden i den östra delen av Indien. Antalet invånare är 5 167 600. Arean är 3 927 kvadratkilometer. Nadia gränsar till distrikten Bardhaman, Hugli, Murshidabad och Uttar 24 Parganas, samt till Bangladesh. 
Följande samhällen finns i Nadia:
- Shāntipur
- Krishnanagar
- Kānchrāpāra
- Nabadwip
- Kalyani
- Rānāghāt
- Bādkulla
- Debagrām
- Bagulā
- Aistala
- Madanpur
- Muragācha
- Haringhāta
- Karīmpur